# 長野県道91号坂城インター線
長野県道91号坂城インター線（ながのけんどう91ごう さかきインターせん）は、長野県埴科郡坂城町を通る県道（主要地方道）である。

## 概要
かつては長野県埴科郡坂城町中之条の上信越自動車道坂城インターチェンジから、埴科郡坂城町中之条の国道18号交点に至る1.5 km足らずの短い県道である。1996年（平成8年）の上信越自動車道坂城インターチェンジの開設に先立って、1993年（平成5年）に開通した。
2023年（令和5年）に路線認定の変更があり、終点が中之条から千曲川対岸の網掛となった。現在国道18号から西に向かう道路が整備中であり、将来的に延伸される国道18号上田坂城BPとの交点までが本路線となることが決まった。

### 路線データ
- 整理番号：91[1]
- 路線名：坂城インター線[1]
- 起点：坂城インター[1]（埴科郡坂城町大字中之条、上信越自動車道坂城インターチェンジ）
- 終点：埴科郡坂城町大字網掛[1]（国道18号上田坂城バイパス交点予定）
- 重要な経過地：なし[1]

## 歴史
- 1990年（平成2年）4月23日 - 坂城インター線を認定。
- 1993年（平成5年）5月11日 - 建設省から、県道坂城インター線が坂城インター線として主要地方道に指定される[2]。
- 2023年（令和5年）8月31日 - 路線認定の終点が中之条から網掛に変更[1]。
- 2024年（令和6年）3月25日 - 坂城町中之条の延長0.4 kmが開通する[3]。

## 地理

### 通過する自治体
- 埴科郡坂城町

### 交差する道路
- 上信越自動車道 坂城インターチェンジ（埴科郡坂城町中之条、起点）
- 国道18号（埴科郡坂城町中之条・坂城IC入口交差点、旧終点）

### 沿線にある施設など
周辺には精密機械等の工場が多い。
- 長野化学工業
- 千曲樹脂工業
- 千曲坂城消防本部 坂城消防署